# Municipio de Marion (condado de Dade)
El municipio de Marion (en inglés: Marion Township) es un municipio ubicado en el condado de Dade en el estado estadounidense de Misuri. En el año 2010 tenía una población de 232 habitantes y una densidad poblacional de 2,97 personas por km².

## Geografía
El municipio de Marion se encuentra ubicado en las coordenadas 37°25′40″N 94°2′2″O / 37.42778, -94.03389. Según la Oficina del Censo de los Estados Unidos, el municipio tiene una superficie total de 78.08 km², de la cual 77,81 km² corresponden a tierra firme y (0,35 %) 0,27 km² es agua.

## Demografía
Según el censo de 2010, había 232 personas residiendo en el municipio de Marion. La densidad de población era de 2,97 hab./km². De los 232 habitantes, el municipio de Marion estaba compuesto por el 94,4 % blancos, el 0,86 % eran afroamericanos y el 4,74 % eran de una mezcla de razas. Del total de la población el 3,02 % eran hispanos o latinos de cualquier raza.